# Hunter Kemper
Hunter Craig Kemper (Charlotte, 4 de mayo de 1976) es un deportista estadounidense que compitió en triatlón. Ganó dos medallas en los Juegos Panamericanos en los años 1999 y 2003, y cuatro medallas en el Campeonato Panamericano de Triatlón entre los años 2001 y 2015.

## Palmarés internacional
| Juegos Panamericanos    | Juegos Panamericanos             | Juegos Panamericanos | Juegos Panamericanos |
| Año                     | Lugar                            | Medalla              | Prueba               |
| ----------------------- | -------------------------------- | -------------------- | -------------------- |
| 1999                    | Winnipeg (Canadá)                | Medalla de plata     | Individual           |
| 2003                    | Santo Domingo ( Rep. Dominicana) | Medalla de oro       | Individual           |
| Campeonato Panamericano |                                  |                      |                      |
| Año                     | Lugar                            | Medalla              | Prueba               |
| 2001                    | Orlando (Estados Unidos)         | Medalla de bronce    | Individual           |
| 2004                    | Acapulco (México)                | Medalla de oro       | Individual           |
| 2009                    | Oklahoma City (Estados Unidos)   | Medalla de plata     | Individual           |
| 2015                    | Monterrey (México)               | Medalla de bronce    | Individual           |